# Efraín Huerta
Efraín Huerta (ur. 18 czerwca 1914 w Silao, zm. 3 lutego 1982 w Meksyku) – meksykański poeta, krytyk filmowy, dziennikarz i publicysta.

## Życiorys
W latach 1938–1941 należał do grupy poetyckiej El Taller (z którą był związany m.in. Octavio Paz). W 1976 roku Huerta dostał Nagrodę Państwową.
Jego wiersze są silnie nasycone emocjonalnie. Nazywany bywa "meksykańskim Nerudą".

## Poezje
- 1935 – Absoluto amor (także pod tytułem El amor absoluto – Absolutna miłość)
- 1936 – Línea del alba
- 1944 – Los hombres del alba (Ludzie świtu)
- 1943 – Poemas de guerra y esperanza (Wiersze o wojnie i nadziei)
- 1950 – La rosa primitiva (Róża pierwotna)
- 1951 – Poesía
- 1953 – Poemas de viaje (Wiersze z podróży)
- 1956 – Estrella en alto y nuevos poemas (Gwiazda na wysokościach i nowe wiersze)
- 1957 – Para gozar tu paz
- 1959 – ¡Mi país, oh mi país!
- 1959 – Elegía de la policía montada
- 1961 – Farsa trágica del presidente que quería una isla
- 1962 – La raíz amarga
- 1963 – El Tajín
- 1973 – Poemas prohibidos y de amor
- 1974 – Los eróticos y otros poemas
- 1980 – Estampida de poemínimos
- 1980 – Tranza poética
- 1985 – Estampida de Poemínimos